# Wolfram Heyn
Wolfram Heyn (* 7. Dezember 1943 in Schneidemühl; † 30. August 2003) war ein hessischer Politiker (SPD) und Abgeordneter des Hessischen Landtags.

## Ausbildung und Beruf
Nach dem Abitur im Jahre 1963 und zwei Jahren bei der Bundeswehr studierte Heyn 1965 bis 1970 Soziologie und Volkswirtschaft an der Universität Frankfurt. Im Jahr 1973 wurde Wolfram Heyn als Professor in den Fachbereich Sozial- und Kulturwissenschaften der Fachhochschule Frankfurt berufen. Heyn war verheiratet und hatte drei Kinder.

## Politik
Heyn war Mitglied der SPD und für diese ab 1972 Mitglied des Kreistages des Landkreises Hanau bzw. des Main-Kinzig-Kreises. Für die SPD saß Wolfram Heyn acht Jahre vom 1. Dezember 1974 bis zum 30. November 1982 im Hessischen Landtag. Er war lange Zeit bildungspolitischer Sprecher der Fraktion.

## Sonstige Ämter
Von 1987 bis zu seinem Tod war er Mitglied des Verwaltungsrates der Sparkasse Hanau. Er war Mitgründer und langjähriger Vorsitzender des Elternbundes Hessen (ebh).

## Ehrungen
- 1983: Verdienstkreuz am Bande der Bundesrepublik Deutschland